# The Salmon Dance
«The Salmon Dance» — песня британского электронного дуэта The Chemical Brothers, а также седьмая по счёту композиция на их студийном альбоме We Are the Night 2007 года. Она была выпущена вторым синглом из альбома 10 сентября 2007 года.
Сингл добрался до десятой позиции хит-парада Recorded Music NZ, в основном благодаря скачиваниям и ротации на радио. Он также добрался до 27-й позиции UK Singles Chart. Музыкальное видео на песню было номинировано на MTV Europe Music Awards в 2007 году.

## Список композиций
UK 7" single
1. «The Salmon Dance (альбомная версия)»
2. «Snooprah»

UK 12" single
1. «The Salmon Dance (альбомная версия)»
2. «Electronic Battle Weapon 8»
3. «The Salmon Dance (Crookers 'Wow' mix)»
4. «The Salmon Dance (Hervé mix)»

UK CD single
1. «The Salmon Dance (версия для радио)» — 3:07
2. «Electronic Battle Weapon 8» — 6:32

iTunes remix single
1. "The Salmon Dance (Heavily Smoked By the Glimmers)